# Itaipé
Itaipé é um município brasileiro do estado de Minas Gerais. Sua população estimada pelo IBGE em 2022 era de 10.463  habitantes.

## História
Os primeiros habitantes da região foram os empregados da fazendo de Joaquim Esteves da Silva Pereira. O local era chamado de Rio Preto. Em 1911 foi criado o distrito, pertencendo ao município de Teófilo Otoni. Neste período o local passou a ser denominado de Arraial Itahypé, sendo em 1923, alterado para somente Itaipé. Em 1938, torna-se distrito do município de Novo Cruzeiro e tendo sua emancipação política em 1962.

## Geografia
A cidade tem uma área de 482,931 Km², com topografia de relevo montanhoso e ondulado (cerca de 70%).
O ponto mais alto é de 1.258m (acima do nível do mar) na Pedra D´Água.
O rio Preto, que nasce na Pedra do Gado, corta todo o município, fazendo parte da bacia do Rio Mucuri.
A população Urbana do município é de 4.943 habitantes (41,9%) (todos na sede) e 6.855 na Zona Rural (58,1%). Censo 2010
Está distante 528 km de Belo Horizonte, tendo acesso pelas rodovias BR-116, MG-214.

### Hidrografia

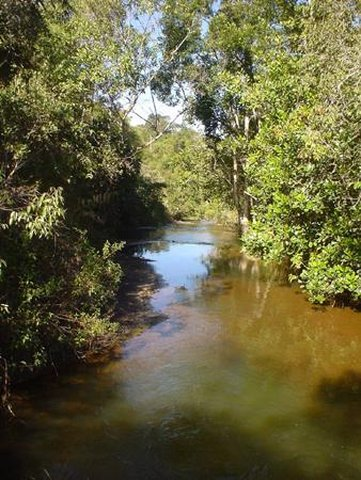
Rio Preto.

- Rio Preto
- Rio São Sebastião
- Rio Manso

### Rodovias
- MG-211

## Administração
- Prefeito: Marconi Vieira Nery (2025/2028)
- Vice-prefeito: Luander Kairo Gonçalves Batista
- Presidente da câmara: Tatiana Cristina da Silva (2025/2026)

## Turismo

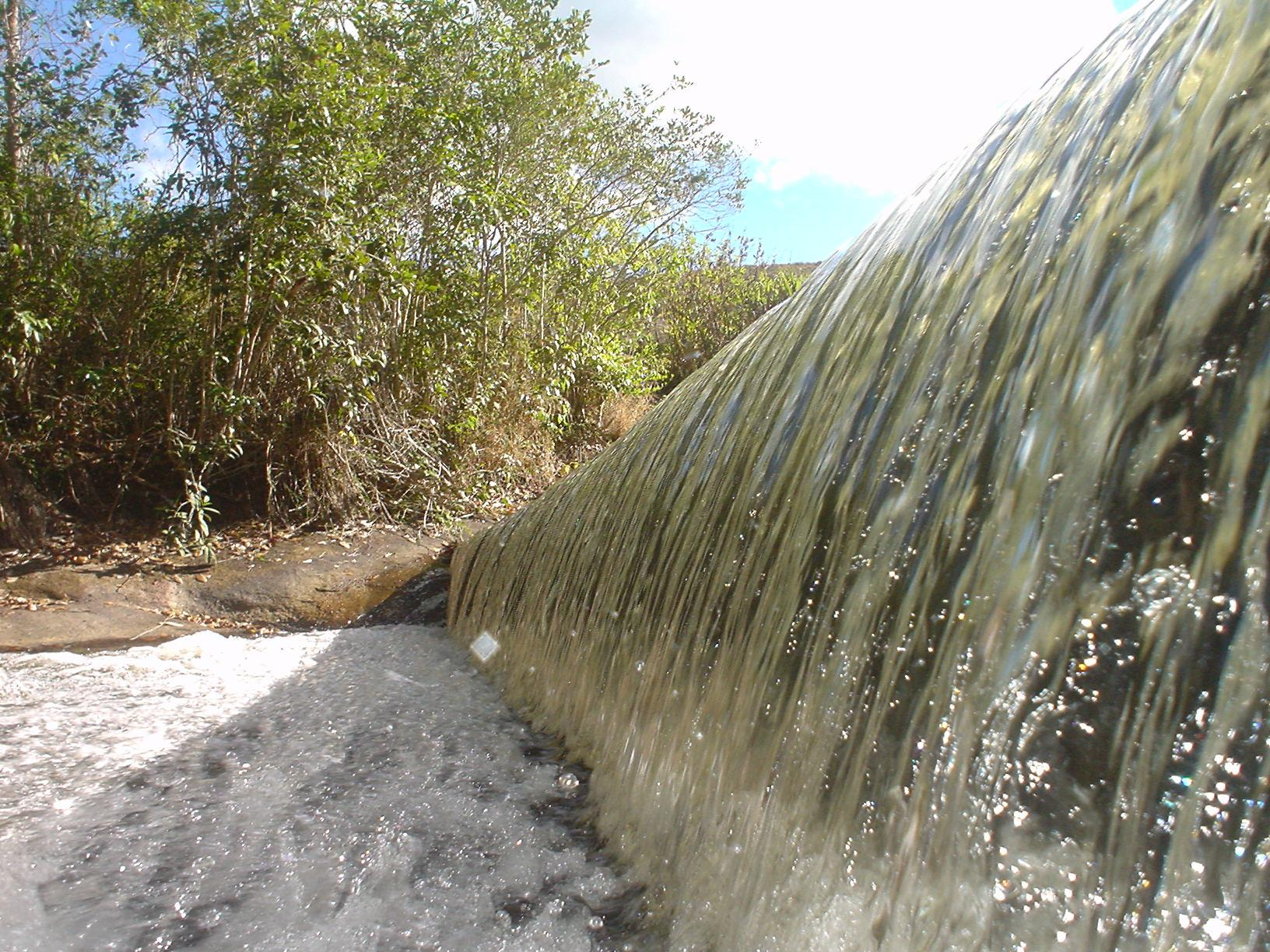
Um dos poços da cachoeira.

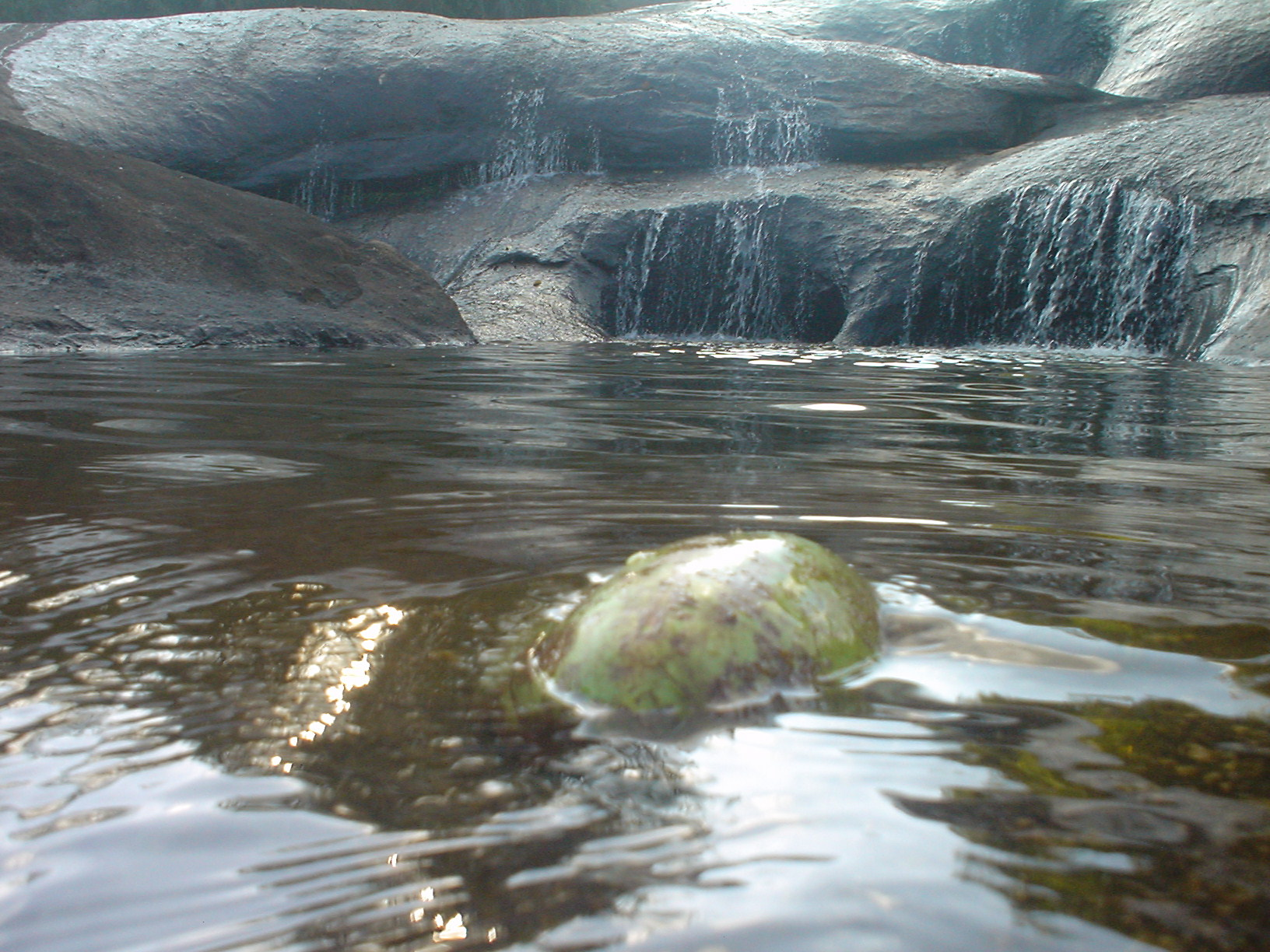
Itaipé possui uma grande quantidade de cachoeiras.

Itaipé tem como de atração turística o "Lagedão" (popularmente chamado de Bica's), onde encontra-se piscinas, cascatas e escorregadores naturais, contornados por matas nativas. O local está situado próximo a cidade, na estrada que liga Itaipé a Novo Cruzeiro.
Só agora vem sendo despertado a visão turística do local e inicia-se a sua exploração desse segmento com o Projeto Rio das Pedras.

## Prefeitos
| Posse                  | Prefeito                        | Vice-Prefeito                   |
| ---------------------- | ------------------------------- | ------------------------------- |
| 4 de setembro de 1963  | Euripedes Batista dos Santos    | Sinésio Gonçalves de Souza      |
| 2 de junho de 1967     | José Gomes da Silva             | Sinésio Gonçalves de Souza      |
| 1 de setembro de 1970  | Sinésio Gonçalves de Souza*     | -                               |
| 2 de fevereiro de 1971 | Eurípedes Batista dos Santos    | José Luiz Fernandes             |
| 2 de fevereiro de 1973 | João Martins Sena               | José Rodrigues da Costa         |
| 2 de fevereiro de 1977 | Eurípedes Batista dos Santos    | Manoel Rodrigues Jardim         |
| 1 de fevereiro de 1983 | João Martins Sena               | Rodolfo Guedes                  |
| 1 de janeiro de 1989   | José Afonso Pereira Silva       | Ailton Soares da Costa          |
| 1 de janeiro de 1993   | Eurípides Ramos Batista         | Enzo Gonçalves Barbosa          |
| 1 de janeiro de 1997   | Francisco Carlos Rodrigues Sena | Luiz Armando Gonçalves          |
| 1 de janeiro de 2001   | Francisco Carlos Rodrigues Sena | Geralda Silva Lucassen          |
| 1 de janeiro de 2005   | Ernandes Ramos Batista          | Carlos Henrique Dias Santos     |
| 1 de janeiro de 2009   | Gilmar Teixeira Nery            | Durvalino Dias Pinheiro         |
| 1 de janeiro de 2012   | Gilmar Teixeira Nery            | Carlos Henrique Dias Santos     |
| 1 de janeiro de 2017   | Alexsander Rodrigues Batista    | Adeilson Ferreira de Souza      |
| 1 de janeiro de 2021   | Alexsander Rodrigues Batista    | Adeilson Ferreira de Souza      |
| 1 de janeiro de 2025   | Marconi Vieira Nery             | Luander Kairo Gonçalves Batista |

*Após o falecimento do então prefeito José Gomes da Silva, do qual era vice.